# ألفارو فابيان غونزاليس
ألفارو فابيان غونزاليس (بالإسبانية: Álvaro Fabián González) (12 سبتمبر 1973 بكانلونيس في الأوروغواي - ) هو لاعب كرة قدم أوروغواني في مركز الهجوم. لعب مع إيفرتون دي فينا ديل مار وبيلا فيستا ونادي أونيفرسيداد ناسيونال ونادي بويبلا ونادي دانوبيو ودورادوس سينالوا ولوبوس لجامعة بينيمريتا ‏ وLagartos de Tabasco ‏ ونادي سيرو.

## وصلات خارجية
- ألفارو فابيان غونزاليس على موقع قاعدة بيانات كرة القدم.إي يو (الإنجليزية)
- ألفارو فابيان غونزاليس على موقع Soccerway.com (الإنجليزية)
- ألفارو فابيان غونزاليس على موقع AS.com (الإسبانية)